# آوای طبل در شب
آوای طبل در شب (به آلمانی :Trommeln in der Nacht) نمایش‌نامه‌ای کمدی نوشته برتولت برشت نمایش‌نامه‌نویس آلمانی است. او این نمایش‌نامه را در میان سال‌های ۱۹۱۹ تا ۱۹۲۰ میلادی نوشته است و برای نخستین بار در سال ۱۹۲۲ در شهر مونیخ به اجرا درآمد. این نمایش‌نامه شباهت زیادی به سبک اکسپرسیونیسم ارنست تولر و گئورگ کایزر دارد. این نمایش‌نامه به همراه دو نمایش دیگر برشت (در جنگل شهر و بعل) جایزه ادبی کلایست را در سال ۱۹۲۲ از آن خود کردند. برشت بعدها اعتراف کرد که این نمایش‌نامه را تنها برای کسب درآمد و امرا معاش نگاشته است.
برتولت برشت این نمایش‌نامه را پیش از آنکه مارکسیست شود نگاشته است، اما در این نمایش‌نامه مبارزه طبقاتی در خط فکرش کاملاً هویداست. براساس گفته‌های لیون فیشتوانگر این اثر در اصل تحت عنوان اسپارتاکوس بوده است. منبع الهام برشت برای نگاشتن این نمایش شکنجه شدن کارل لیبکنشت و رزا لوکزامبورگ و در پایان ربودن این دو تن از اعضای جنبش انقلابی- مارکسیستی اسپارتاسیست بود که توسط نیروهای فرای کورپس در ژانویه ۱۹۱۹ کشته شدند.